# Līdumnieku pagasts
Līdumnieku pagasts er en territorial enhed i Ciblas novads i Letland. Pagasten etableredes i 1945, havde 380 indbyggere i 2010 og omfatter et areal på 161 kvadratkilometer. Hovedbyen i pagasten er Līdumnieki.